# 朝日山古墳
朝日山古墳（あさひやまこふん）は、愛媛県四国中央市金田町金川にある古墳。形状は円墳。愛媛県指定史跡に指定されている。

## 概要
愛媛県東部、宇摩平野を一望する原峰丘陵尾根上に築造された古墳である。
墳形は円形で、直径17メートル・高さ4.5メートルを測る。墳丘周囲には周溝状の遺構が認められる。埋葬施設は両袖式の横穴式石室で、南東方向に開口する。玄室・玄門・羨道・羨門が良好な状態で完存する点で貴重な石室になる。副葬品としては須恵器があったが、現在までにほとんどが散逸している。築造時期は古墳時代後期の6世紀後半（または7世紀代）頃と推定される。
古墳域は1968年（昭和43年）に愛媛県指定史跡に指定された。なお、本古墳の南西400メートルにも同様の古墳が存在したが、現在はほぼ失われている。

## 埋葬施設

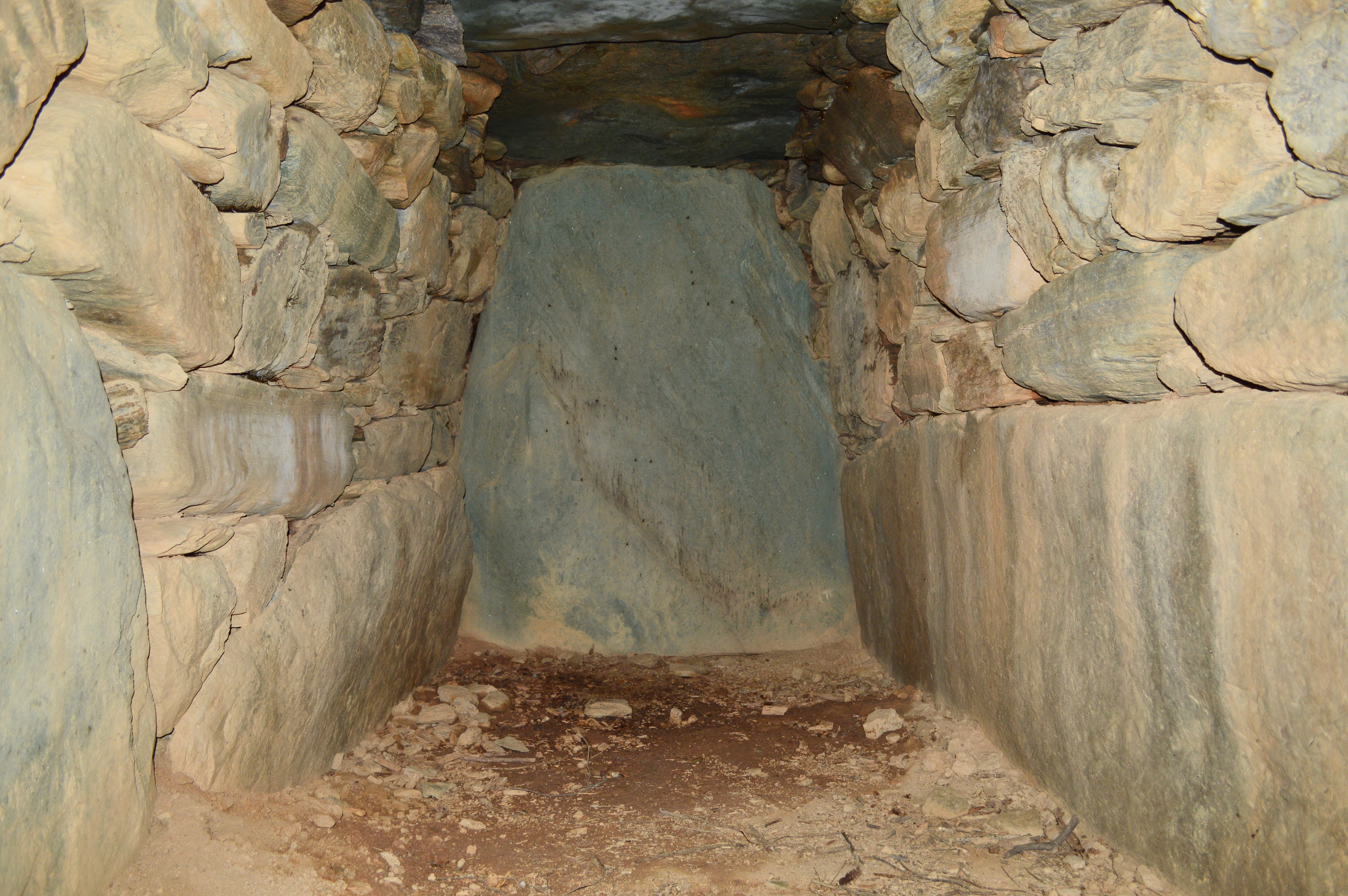
石室 玄室

埋葬施設としては両袖式横穴式石室が構築されており、南東方向に開口する。玄室・玄門・羨道・羨門が完存する。石室の規模は次の通り。
- 石室全長：7.0メートル[3]
- 玄室：長さ4.5メートル、幅2.0メートル、高さ2.4メートル
- 羨道：長さ2.5メートル、幅1.6メートル、高さ2.0メートル

石室の石材は結晶片岩。下半分は割石を垂直に立てることで腰石とし、その上に小型の石を持ち送って積み上げる。奥壁には一枚石が使用される。玄門・羨門はいずれも両側に石柱を持つ門構造であり、その形態から羨道部を前室、玄室部を後室とする複室構造の石室の可能性も指摘される。

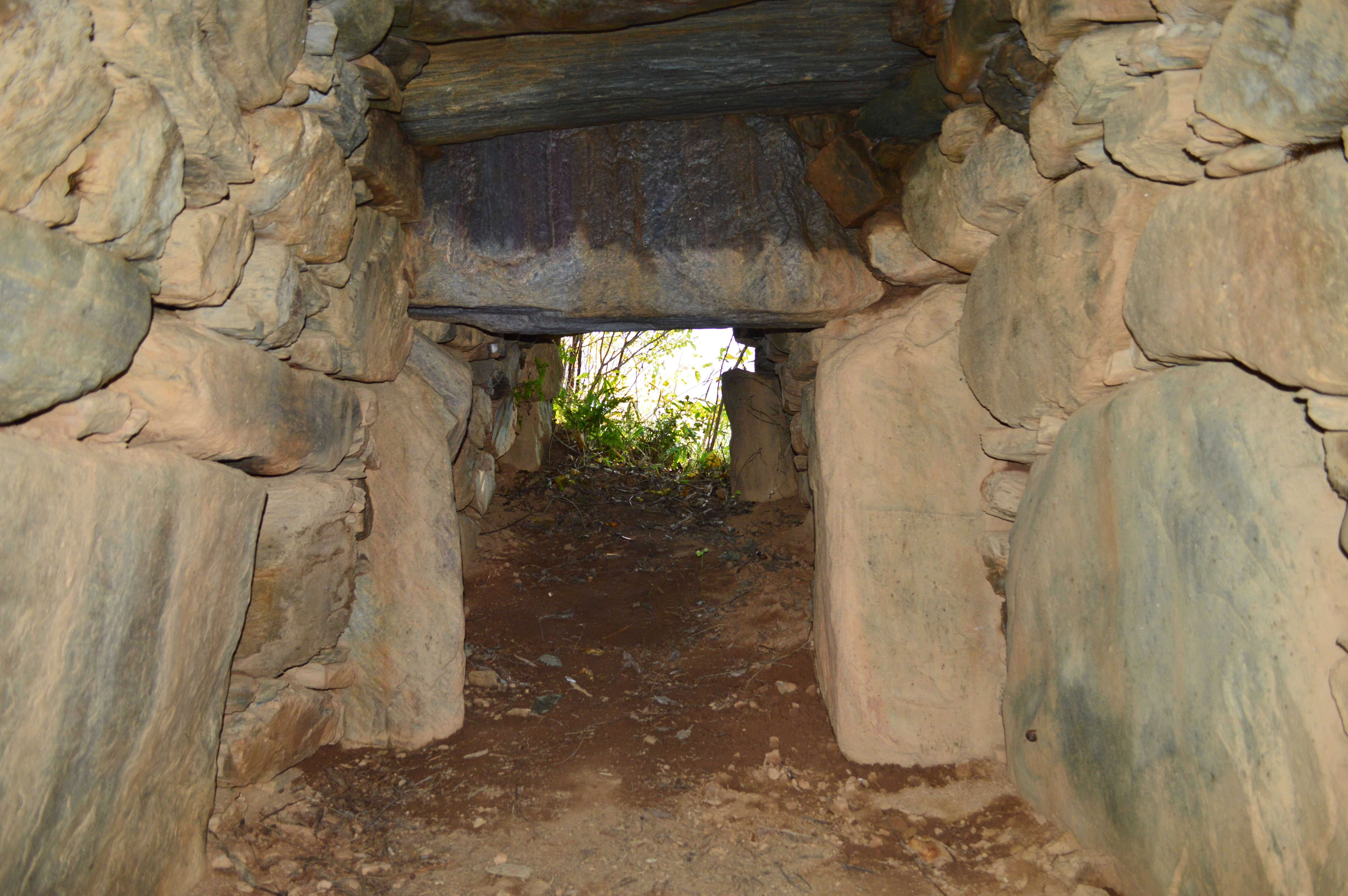
玄室（羨道方向）
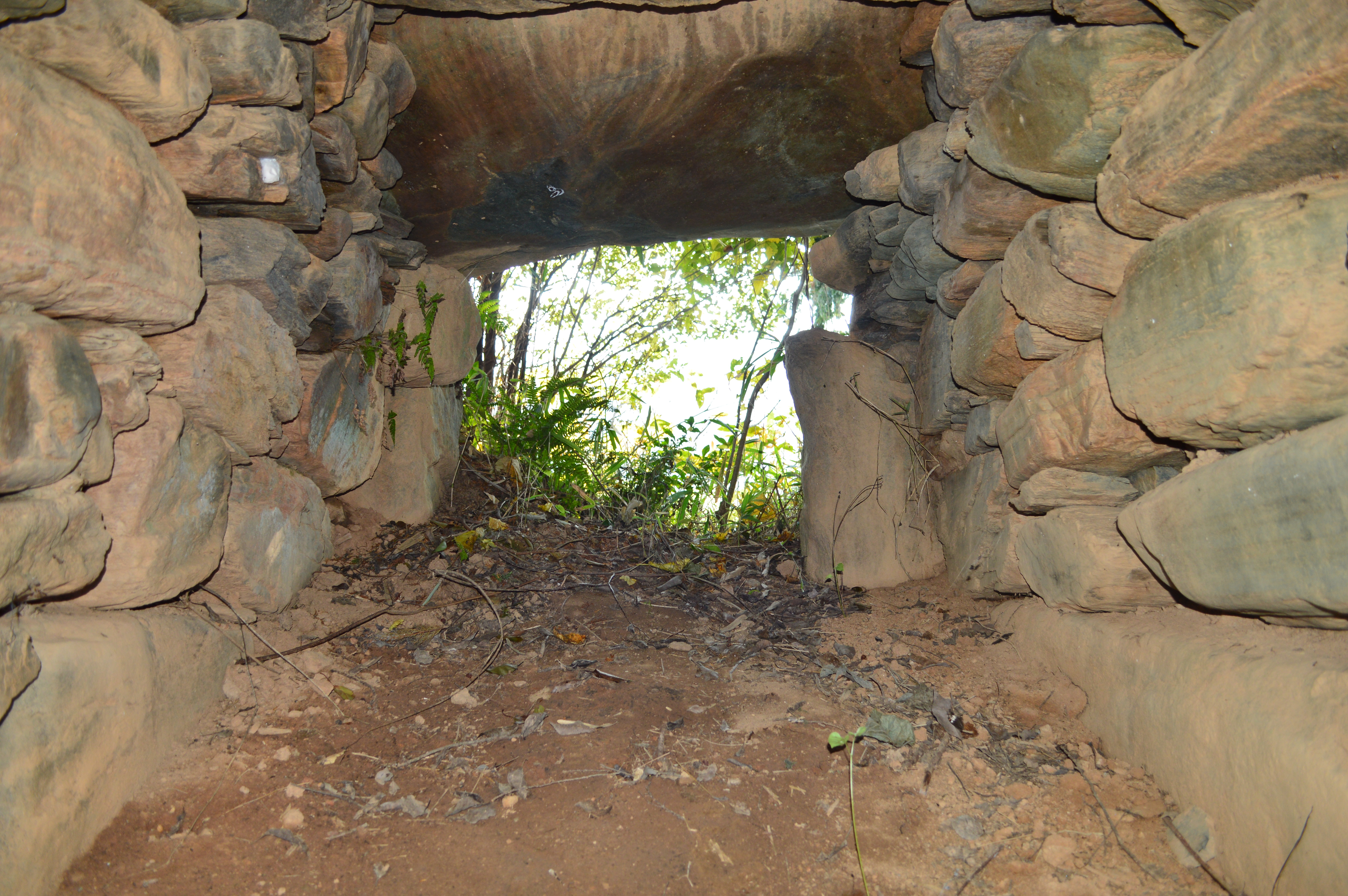
羨道（開口部方向）
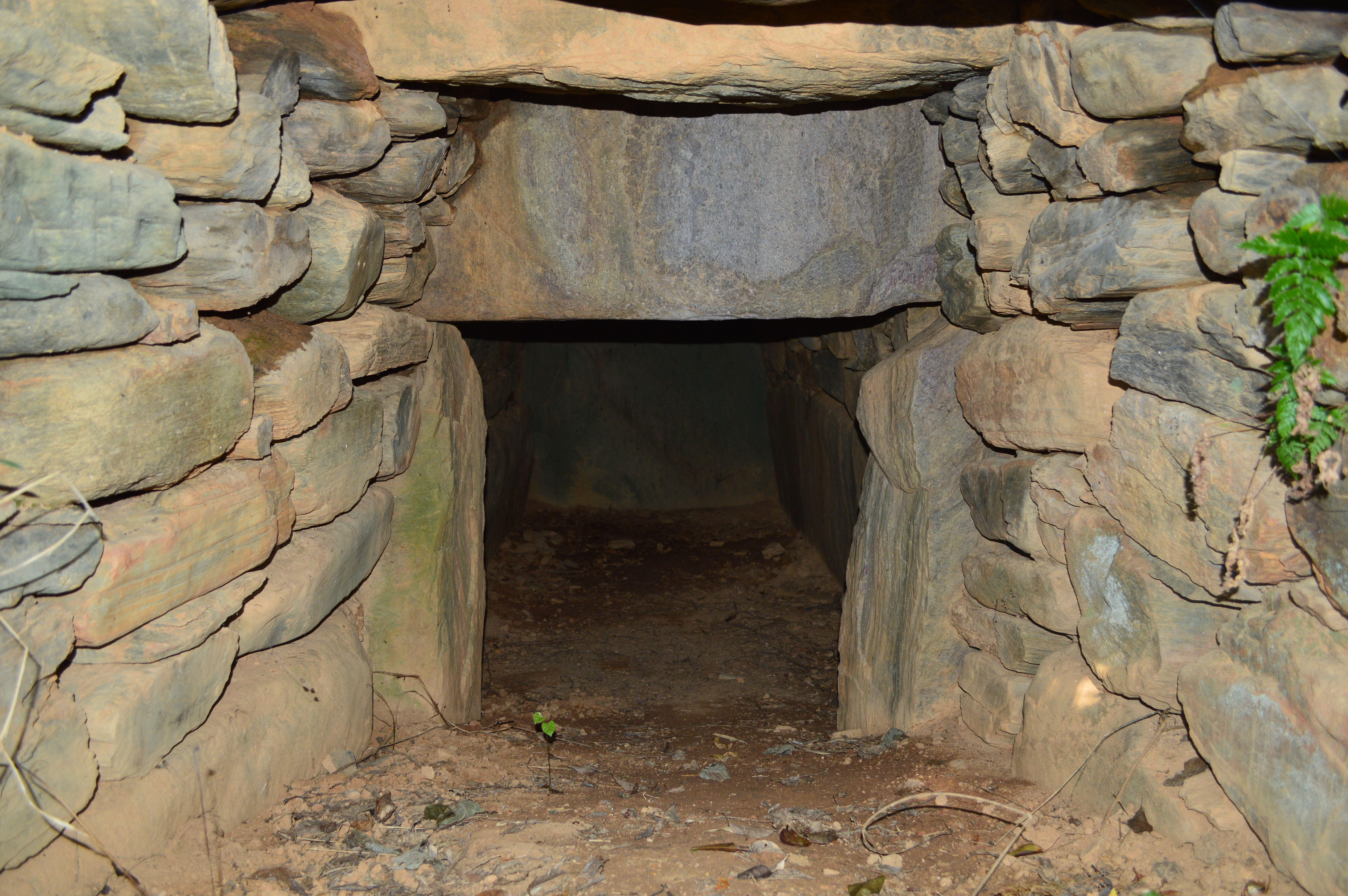
羨道（玄室方向）
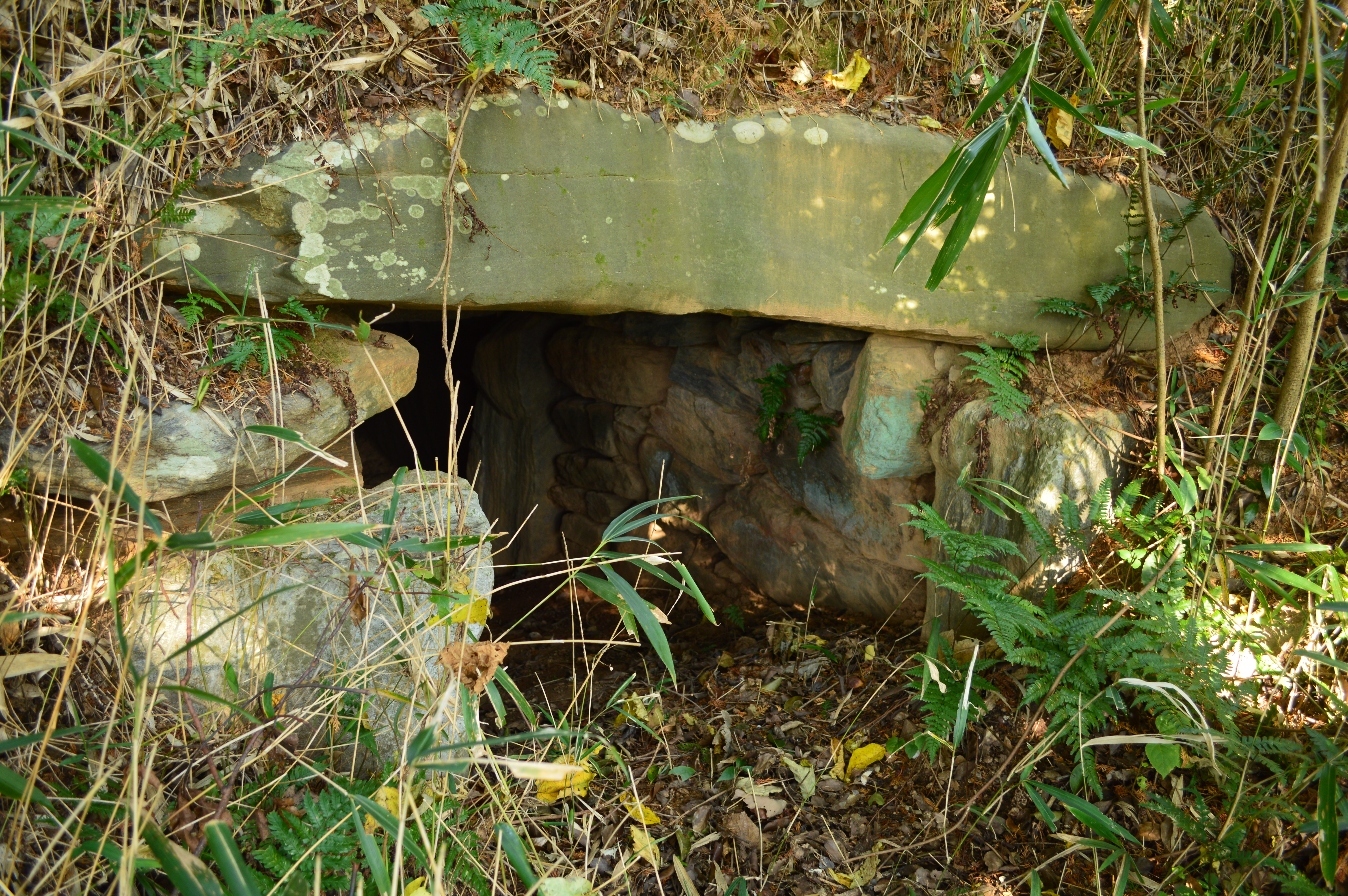
開口部

## 文化財

### 愛媛県指定文化財
- 史跡
  - 朝日山古墳 - 1968年（昭和43年）3月8日指定[4][3]。